# Crkva Uznesenja Blažene Djevice Marije u Jajcu
Crkva Uznesenja Blažene Djevice Marije je rimokatolička crkva u Jajcu.

## Povijest
Franjevci su ovu crkvu i susjedni samostan počeli graditi pod konac turske vladavine. Gradnja crkve započela je 1866. god. i ona je potrajala do sredine sedamdesetih godina. 
Crkva je podignuta zaslugom tadašnje župnika Nikole Krilića, blizu Kozlučkog mosta, na zaravni zvanoj Selišće. Najprije je bila posvećena Maloj Gospi (rođenju Blažene Djevice Marije). Samostan se gradio od 1877. godine. Novosagrađena crkva bila je jednostavna trobrodna bazilika, s dva niza stupova, korom i prezbiterijem. 1906. godine crkva Male Gospe, čija je gradnja počela 1866., promijenjena je u crkvu Uznesenja Blažene Djevice Marije (Velikoj Gospi). 
God. 1911. nju je oslikao Marko Antonini. Na bočnim zidovima predstavio je scene iz života Blažene Djevice Marije u 12 slika. U oltarnoj konhi naslikao je Marijino krunjenje, a iznad trijumfalnog luka veliki lik sv. Franje koji propovijeda okupljenom narodu, ponad koga se ocrtava jajački krajolik. U kutovima su medaljoni s likovima svetaca. U crkvi se nalazio i sarkofag posljednjeg bosanskoga kralja Stjepana Tomaševića.
God. 1969. u ovu su crkvu prenesene postaje križnoga puta iz crkve sv. Ante u Sarajevu. Njih je prethodno restaurirao Mirko Čurić. Crkva je izvana obnovljena 1973. god. i tom je prilikom na zvonik postavljen sat, a elektrificirana su i zvona - njih pet na broj. Oltarna menza je bila iz 1977. god. i izrađena po nacrtu kipara Zdenka Grgića.
Za srpske okupacije znatno je razoren grad, uništena većina kulturnih spomenika i vjerskih objekata, što nije zaobišlo ni crkvu ni samostan.
Crkvu Uznesenja BDM su srušile do do temelja i ostala je hrpa ruševina. Crkvu su velikosrpski osvajači srušili 1992., a vjernike protjerali.
Grad su nakon tri godine srpske okupacije oslobodile snage HV i HVO. Stanovništvo se vratilo u grad. Franjevci su se vratili među prvima. Pastoral se odvijao u teškim uvjetima, u prizemlju osnovne škole. Ondje su slavili svete mise i dijelili sakramente sljedećih pet godina. Susjedni samostan obnavljao se već od 1995. i obnova je trajala nekoliko godina, a crkva Uznesenja BDM čekala je na obnovu nekoliko godina više.
Na zahtjev općinskih vlasti franjevci napuštaju prostor škole i (2000.) preseljavaju u drvenu kapelicu koju su sagradili između samostana i vjeronaučne dvorane istovremeno razmišljajući o gradnji nove crkve. Već sljedeće godine započela je gradnja nove crkve po planu gosp. Zvonimira Krznarića i Marijana Hržića iz Zagreba. Temeljni kamen blagoslovio je 16. travnja 2001. godine banjolučki biskup mons. Franjo Komarica. Godine 2002. uređena je kripta za liturgijska slavlja a blagoslovljena 18. studenog dok se u isto vrijeme nastavlja gradnja crkve koja svoj konačni oblik dobiva u ljeto 2003. godine kada je pokrivena bakrom.

## Vanjske poveznice
- Franjevačka provincija Bosna Srebrena  Arhivirana inačica izvorne stranice od 20. prosinca 2016. (Wayback Machine) Samostani - Samostan sv. Luke i župa Uznesenja BDM
- Banjolučka biskupija Župa Jajce
- Franjevački samostan Jajce  Arhivirana inačica izvorne stranice od 20. listopada 2016. (Wayback Machine) Samostanska i župna crkva Uznesenja BDM
- Agencija Jajce Bruno Ljubez: Samostanska i župna crkva Uznesenja Blažene Djevice Marije
- Jabuka TV Otvoreno pismo u vezi Crkve sv. Marije u Jajcu
- Pogled  Arhivirana inačica izvorne stranice od 6. svibnja 2019. (Wayback Machine) Hrvatski vijećnici u Jajcu: Turski okupator je crkvu sv. Marije pretvorio u džamiju